# Jorge Paolino
Jorge Paolino (* 12. Juli 1949 in Buenos Aires) ist ein ehemaliger argentinischer Fußballspieler auf der Position eines Verteidigers.

## Laufbahn
Paolino begann seine Profikarriere bei seinem Heimatverein Racing Club, bei dem er von 1969 bis 1974 unter Vertrag stand. 1975 spielte er beim Ligakonkurrenten Huracán und anschließend zwei Jahre für den brasilianischen Club Flamengo Rio de Janeiro. 1978 wechselte er nach Mexiko, wo er bis 1983 bei den UNAM Pumas spielte, mit denen er in den frühen 1980er Jahren insgesamt vier Titel gewann: je einmal die mexikanische Fußballmeisterschaft und die Copa Interamericana (beide 1981) sowie zweimal den CONCACAF Champions’ Cup (1980 und 1982).

## Erfolge
- Mexikanischer Meister: 1981
- CONCACAF Champions’ Cup: 1980 und 1982
- Copa Interamericana: 1981